# VÉDA Közúti Intelligens Kamerahálózat

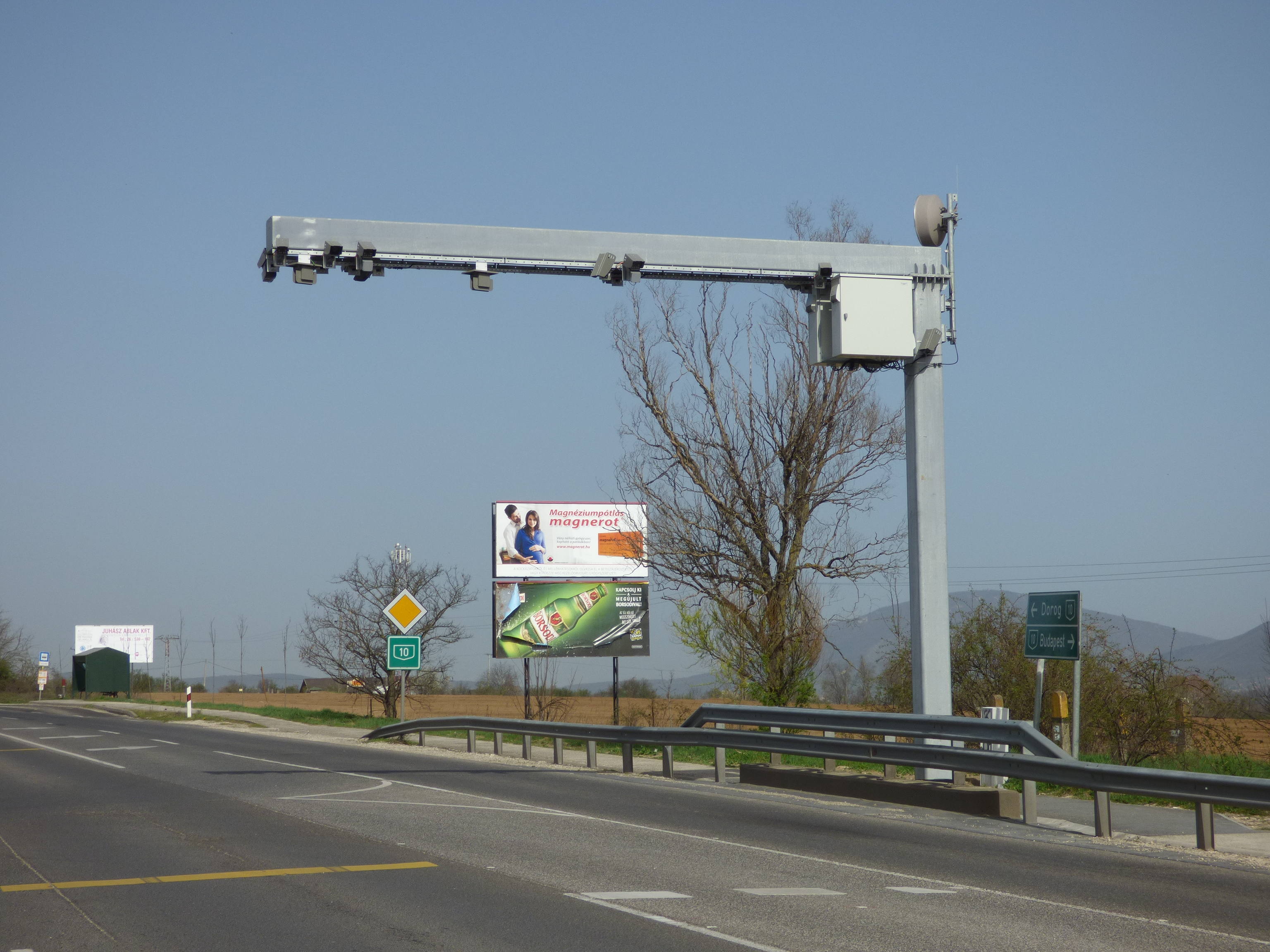
VÉDA ellenőrző pont az üzembe helyezés napján a 10-es főút solymári szakaszán

2012–2015 között a Magyar Rendőrség 14,5 milliárd Ft európai uniós forrásból hozta létre a VÉDA Közúti Intelligens Kamerahálózatot, ami 160 változtatható helyű, 134 fix telepítésű Komplex Közlekedési Ellenőrző Pontból (KKEP) és egy ehhez kapcsolódó adatfeldolgozó rendszerből (Közlekedésbiztonsági Automatizált Feldolgozó és Információs Rendszer, KAFIR) áll. A rendszer célja a közúti balesetek számának csökkentése az ellenőrzés növelésével. A tesztüzem után a változtatható helyű kamerák 2015. március 26-tól, a fix telepítésű kamerák pedig 2016. április 5-től működnek.

## Neve
A rendszer azért kapta a „Véda” nevet a rendőrségtől, mert rövid, könnyen megjegyezhető, továbbá összhangban áll a projekt céljaival, hogy szerepel benne a „véd” szó.

## Működése

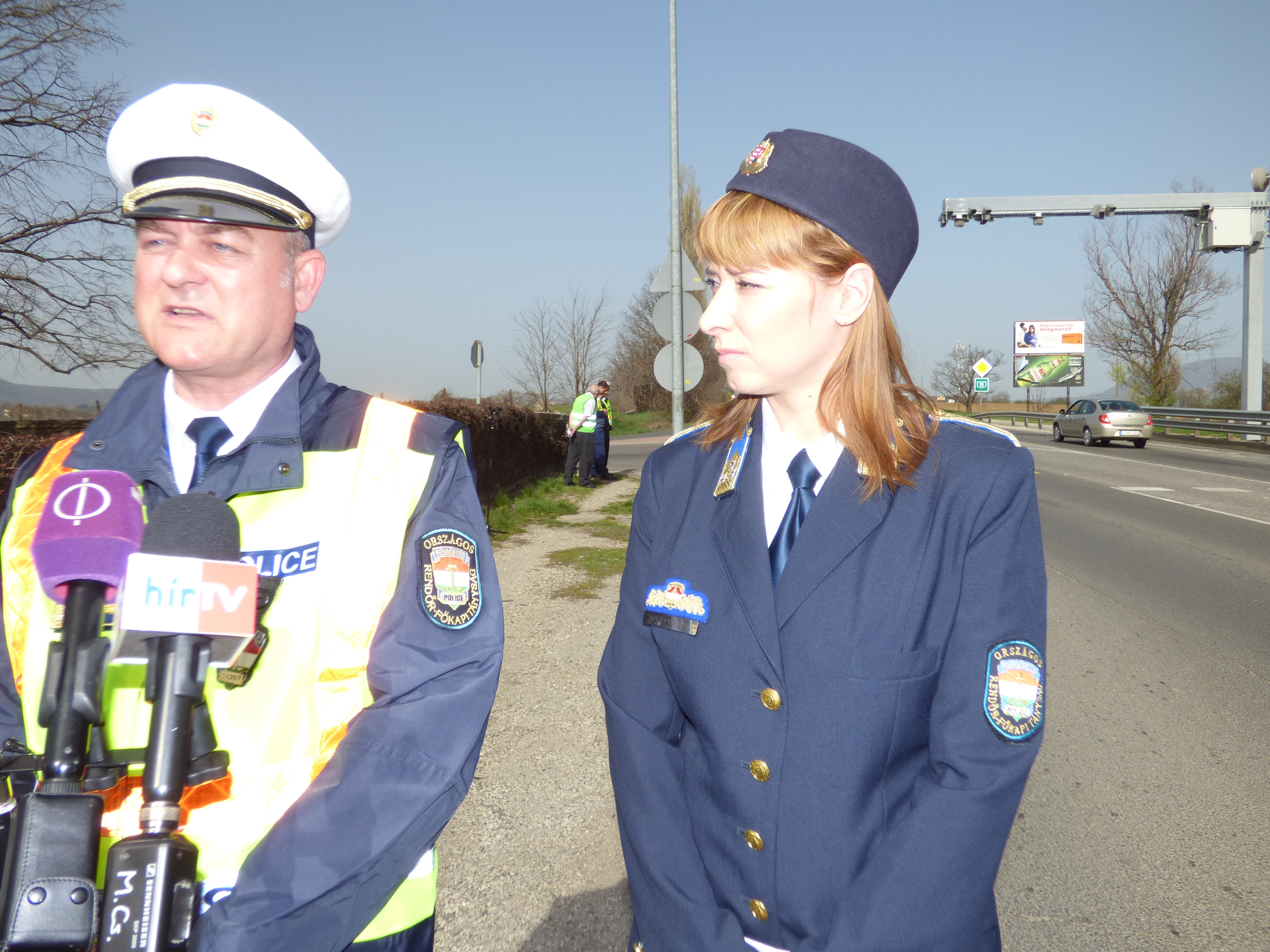
Óberling József és Csiszér-Kovács Viktória a Solymáron üzembe helyezett VÉDA ellenőrző pont avatásán

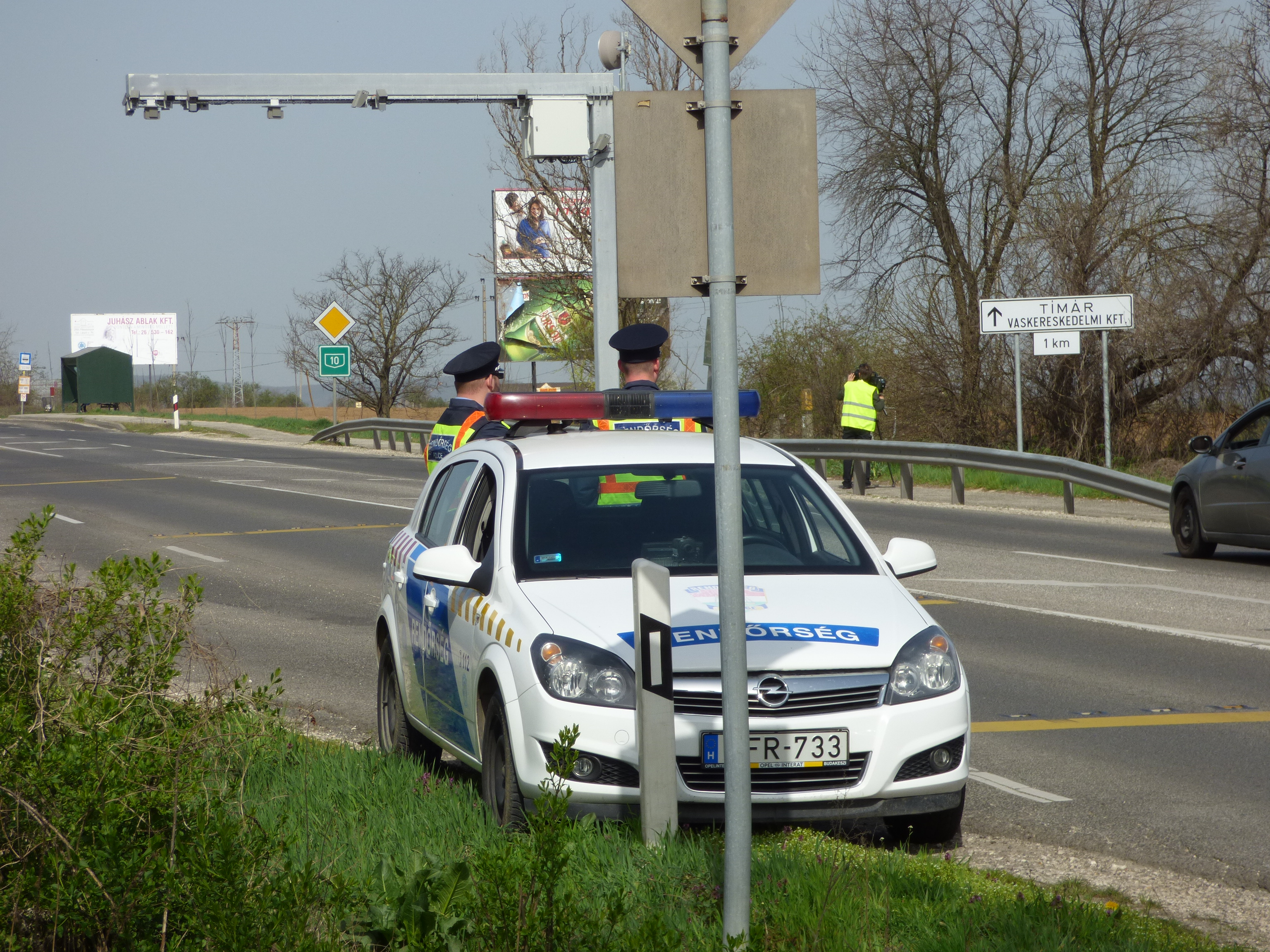
Rendőrök a solymári VÉDA ellenőrző pontnál

Az ARH TrafficSpot készülékben radaros traffipax, lézeres nagyságmérő műszer, több kamera és éjjel is látó infrakamera található. A 134 fix telepítésű kamera 365 forgalmi sávot figyel. A kamerák az útpálya fölé, masszív oszlopokon vannak elhelyezve. A hordozható berendezések sok esetben polgárinak álcázott rendőrautókban kerültek elhelyezésre. A felvétel automatikusan a központi számítógépes adatbázisba kerül, majd szabálysértés esetén a szombathelyi vagy a vásárosnaményi kirendeltségről érkezik a hivatalos levél. A rendszer számítógépes kapcsolatban áll a központi jármű-nyilvántartással, így utólag meg lehet állapítani, hogy a lefotózott autónak volt-e érvényes kötelező biztosítása és nem járt-e le a műszaki vizsgája. Magyarország 2014. október 1. óta tagja az Eucaris európai információs rendszernek, ami lehetővé teszi, hogy a külföldi rendszámú szabálysértőket is megbüntessék és a bírságot külföldön is behajtsák.

## Funkciók
- Sebességmérés
- Rendszámfelismerés
- Forgalomszámlálás
- Forgalomtorlódás észlelése
- Veszélyes árut szállító járművek (ADR) észlelése
- Biztonsági öv használatára vonatkozó előírások megtartásának ellenőrzése
- A járműről készített felvételek továbbítása
- Behajtási tilalom megszegésének észlelése
- Kötelező haladási irányra vonatkozó előírások megtartásának ellenőrzése
- Záróvonal átlépés észlelése
- Vasúti átjárón történő áthaladáskor a vonatkozó előírások megtartásának ellenőrzése
- A járműforgalom irányítására szolgáló fényjelző készülék jelzéseire vonatkozó előírások megtartásának ellenőrzése
- A leállósáv igénybevételére vonatkozó előírások megtartásának ellenőrzése
- Autóbusz forgalmi sáv használatára vonatkozó előírások megtartásának ellenőrzése

## Elhelyezkedésük
A fix telepítésű kamerák listája.

### Bács-Kiskun megye
- Kecskemét, 5. sz. főút, 82+592 km-szelvény, TrafficSpot-VÉDA
- Apostag, 51. sz. főút, 74+494 km-szelvény, TrafficSpot-VÉDA
- Baja, 51. sz. főút, 159+319 km-szelvény, TrafficSpot-VÉDA
- Baja, 55. sz. főút, 98+998 km-szelvény, TrafficSpot-VÉDA
- Fülöpszállás, 52. sz. főút, 31+754 km-szelvény, TrafficSpot-VÉDA
- Kiskőrös, 53. sz. főút, 27+154 km-szelvény, TrafficSpot-VÉDA
- Kiskunhalas, 53. sz. főút, 57+148 km-szelvény, TrafficSpot-VÉDA

### Baranya megye
- Sásd, 66. sz. főút, 27+565 km-szelvény, TrafficSpot-VÉDA
- Mecseknádasd, 6. sz. főút, 167+636 km-szelvény, TrafficSpot-VÉDA
- Szigetvár, 67. sz. főút, 3+357 km-szelvény, TrafficSpot-VÉDA
- Szigetvár, 6. sz. főút, 229+282 km-szelvény, TrafficSpot-VÉDA
- Pécs, 6. sz. főút, 193+738 km-szelvény, TrafficSpot-VÉDA
- Pécs, 6. sz. főút, 193+777 km-szelvény, TrafficSpot-VÉDA
- Kozármisleny, 57. sz. főút, 33+725 km-szelvény, TrafficSpot-VÉDA

### Békés megye
- Csárdaszállás, 46. sz. főút, 57+675 km-szelvény, TrafficSpot-VÉDA
- Körösladány, 47. sz. főút, 89+138 km-szelvény, TrafficSpot-VÉDA
- Kardos, 44. sz. főút, 89+426 km-szelvény, TrafficSpot-VÉDA
- Békéscsaba, 44. sz. főút, 129+099 km-szelvény, TrafficSpot-VÉDA
- Békéscsaba, 44. sz. főút, 125+578 km-szelvény, TrafficSpot-VÉDA
- Orosháza, 474. sz. főút, 5+422 km-szelvény, TrafficSpot-VÉDA

### Borsod-Abaúj-Zemplén megye
- M3, bal, 142+984 km-szelvény, TrafficSpot-VÉDA
- M3, jobb, 142+958 km-szelvény, TrafficSpot-VÉDA
- Miskolc, 26. sz. főút, 0+271 km-szelvény, TrafficSpot-VÉDA
- Miskolc, 26. sz. főút, 0+315 km-szelvény, TrafficSpot-VÉDA
- Miskolc, 26. sz. főút, 9+348 km-szelvény, TrafficSpot-VÉDA
- Miskolc, 26. sz. főút, 9+274 km-szelvény, TrafficSpot-VÉDA
- Ózd, 25. sz. főút, 65+758 km-szelvény, TrafficSpot-VÉDA
- Mályi, 3. sz. főút, 173+842 km-szelvény, TrafficSpot-VÉDA
- Bükkábrány, 3. sz. főút, 152+494 km-szelvény, TrafficSpot-VÉDA
- Edelény, 27. sz. főút, 11+321 km-szelvény, TrafficSpot-VÉDA

### Csongrád megye
- Kistelek, 5. sz. főút, 141+626 km-szelvény, TrafficSpot-VÉDA
- Szeged, 5. sz. főút, 166+412 km-szelvény, TrafficSpot-VÉDA
- Szeged, 55. sz. főút, 1+457 km-szelvény, TrafficSpot-VÉDA
- Szeged, 47. sz. főút, 220+053 km-szelvény, TrafficSpot-VÉDA
- Szeged, 43. sz. főút, 1+630 km-szelvény, TrafficSpot-VÉDA
- Hódmezővásárhely, 45. sz. főút, 50+068 km-szelvény, TrafficSpot-VÉDA

### Fejér megye
- M1, elválasztó sáv, 36+700 km-szelvény, RAMET AD9-O
- M7, bal, 60+090 km-szelvény, TrafficSpot-VÉDA
- M7, jobb, 60+064 km-szelvény, TrafficSpot-VÉDA
- Söréd, 81. sz. főút, 18+174 km-szelvény, TrafficSpot-VÉDA
- Baracska, 7. sz. főút, 37+365 km-szelvény, TrafficSpot-VÉDA
- Székesfehérvár, 7. sz. főút, 65+818 km-szelvény, TrafficSpot-VÉDA
- Aba, 63. sz. főút, 75+023 km-szelvény, TrafficSpot-VÉDA
- Balatonbozsok, 64. sz. főút, 35+449 km-szelvény, TrafficSpot-VÉDA
- Dunaújváros, 6. sz. főút, 75+747 km-szelvény, TrafficSpot-VÉDA

### Győr-Moson-Sopron megye
- M1, elválasztó sáv, 104+200 km-szelvény, RAMET AD9-O
- M1, elválasztó sáv, 131+600 km-szelvény, RAMET AD9-O
- M1, elválasztó sáv, 157+200 km-szelvény, RAMET AD9-O
- Lövő, 84. sz. főút, 95+503 km-szelvény, TrafficSpot-VÉDA
- Sopron, 84. sz. főút, 127+960 km-szelvény, TrafficSpot-VÉDA
- Vitnyéd, 85. sz. főút, 46+842 km-szelvény, TrafficSpot-VÉDA
- Mosonmagyaróvár, 86. sz. főút, 185+705 km-szelvény, TrafficSpot-VÉDA
- Mosonmagyaróvár, 1. sz. főút, 161+043 km-szelvény, TrafficSpot-VÉDA
- Abda, 1. sz. főút, 133+296 km-szelvény, TrafficSpot-VÉDA

### Hajdú-Bihar megye
- Debrecen, 47. sz. főút, 4+772 km-szelvény, TrafficSpot-VÉDA
- Debrecen, 35. sz. főút, 76+845 km-szelvény, TrafficSpot-VÉDA
- Debrecen, 33. sz. főút, 104+545 km-szelvény, TrafficSpot-VÉDA
- Bocskaikert, 4. sz. főút, 237+885 km-szelvény, TrafficSpot-VÉDA
- Püspökladány, 4. sz. főút, 179+893 km-szelvény, TrafficSpot-VÉDA
- Püspökladány, 42. sz. főút, 1+707 km-szelvény, TrafficSpot-VÉDA
- Berettyóújfalu, 47. sz. főút, 45+710 km-szelvény, TrafficSpot-VÉDA
- Tépe, 47. sz. főút, 27+053 km-szelvény, TrafficSpot-VÉDA

### Heves megye
- M3, bal, 88+074 km-szelvény, TrafficSpot-VÉDA
- M3, jobb, 88+048 km-szelvény, TrafficSpot-VÉDA
- Kápolna, 3. sz. főút, 109+918 km-szelvény, TrafficSpot-VÉDA
- Gyöngyös, 3. sz. főút, 81+085 km-szelvény, TrafficSpot-VÉDA
- Eger, 24. sz. főút, 60+191 km-szelvény, TrafficSpot-VÉDA
- Eger, 25. sz. főút, 11+965 km-szelvény, TrafficSpot-VÉDA

### Jász-Nagykun-Szolnok megye
- Jászberény, 32. sz. főút, 25+155 km-szelvény, TrafficSpot-VÉDA
- Jászalsószentgyörgy, 32. sz. főút, 50+219 km-szelvény, TrafficSpot-VÉDA
- Szolnok, 32. sz. főút, 73+775 km-szelvény, TrafficSpot-VÉDA
- Kunhegyes, 34. sz. főút, 38+671 km-szelvény, TrafficSpot-VÉDA
- Öcsöd, 44. sz. főút, 61+693 km-szelvény, TrafficSpot-VÉDA
- Kunszentmárton, 45. sz. főút, 1+893 km-szelvény, TrafficSpot-VÉDA
- Törökszentmiklós, 46. sz. főút, 2+009 km-szelvény, TrafficSpot-VÉDA

### Komárom-Esztergom megye
- M1, elválasztó sáv, 63+800 km-szelvény, RAMET AD9-O
- M1, elválasztó sáv, 91+600 km-szelvény, RAMET AD9-O
- Tatabánya, 1. sz. főút, 53+722 km-szelvény, TrafficSpot-VÉDA
- Komárom, 1. sz. főút, 80+847 km-szelvény, TrafficSpot-VÉDA
- Tata, 1. sz. főút, 64+250 km-szelvény, TrafficSpot-VÉDA
- Ászár, 81. sz. főút, 49+664 km-szelvény, TrafficSpot-VÉDA
- Nyergesújfalu, 10. sz. főút, 48+313 km-szelvény, TrafficSpot-VÉDA
- Tát, 10. sz. főút, 44+145 km-szelvény, TrafficSpot-VÉDA

### Nógrád megye
- 21. sz. főút, Bátonyterenye Sulyom-hegyi elágazó Trafibox ARH CAM-S1
- Szécsény, 22. sz. főút, 39+343 km-szelvény, TrafficSpot-VÉDA
- Érsekvadkert, 22. sz. főút, 7+617 km-szelvény, TrafficSpot-VÉDA
- Mátraterenye, 23. sz. főút, 12+808 km-szelvény, TrafficSpot-VÉDA
- Salgótarján, 2307. sz. út, 3+473 km-szelvény, TrafficSpot-VÉDA
- Szendehely-Katalinpuszta, 2. sz. főút, 43+714 km-szelvény, TrafficSpot-VÉDA

### Pest megye
- Diósd, Petőfi S. u. 34. előtt, NJL SCS-102
- Diósd, Petőfi S. u. 50. előtt, NJL SCS-102
- Diósd, Rákóczi F. u. 2. előtt, NJL SCS-102
- Diósd, Szabadság út 82. előtt, NJL SCS-102
- Diósd, Vadvirág u. 35. előtt, NJL SCS-102
- M0, a belső sáv felett, 13+040 km-szelvény, RAMET AD9-O
- M0, a belső sáv felett, 17+700 km-szelvény, RAMET AD9-O (2x)
- M0, a belső sáv felett, 6+650 km-szelvény, RAMET AD9-O (2x)
- M1, elválasztó sáv, 17+000 km-szelvény, RAMET AD9-O
- M1/M7 közös bevezető szakasza, elválasztó sáv, 10+800 km-szelvény, RAMET AD9-O
- M1/M7 közös bevezető szakasza, bal, 6+284 km-szelvény, TrafficSpot-VÉDA
- M1/M7 közös bevezető szakasza, jobb, 6+300 km-szelvény, TrafficSpot-VÉDA
- M5, bal, 1+064 km-szelvény, TrafficSpot-VÉDA
- M5, jobb, 2+156 km-szelvény, TrafficSpot-VÉDA
- M3, bal, 4+018 km-szelvény, TrafficSpot-VÉDA
- M3, jobb, 3+928 km-szelvény, TrafficSpot-VÉDA
- M2, jobb, 17+981 km-szelvény, TrafficSpot-VÉDA
- Solymár, 10. sz. főút, 14+601 km-szelvény, TrafficSpot-VÉDA
- Maglód, 31. sz. főút, 28+090 km-szelvény, TrafficSpot-VÉDA
- Cegléd, 441. sz. főút, 4+049 km-szelvény, TrafficSpot-VÉDA

### Somogy megye
- Balatonszárszó, 7. sz. főút, Kossuth L. u. 20. előtt, RAMET Ramer 7M-V
- Balatonföldvár, 7. sz. főút, Balatonszentgyörgyi út 64. előtt, RAMET Ramer 7M-V
- Kőröshegy, 6505. sz. út, Petőfi S. u. 87. előtt, RAMET Ramer 7M-V
- Kőröshegy, 6505. sz. út, Kaposvári u. 29. előtt, RAMET Ramer 7M-V
- Kaposvár, 6505. sz. út, Guba S. u. 40. (Kaposvári Egyetem) előtt, NJL SCS-102
- Kaposvár, 610. sz. főút, 5+335 km-szelvény, TrafficSpot-VÉDA
- Kaposvár, 67. sz. főút, 39+673 km-szelvény, TrafficSpot-VÉDA
- Visz, 67. sz. főút, 81+007 km-szelvény, TrafficSpot-VÉDA
- Kéthely, 68. sz. főút, 89+652 km-szelvény, TrafficSpot-VÉDA
- Balatonföldvár, 7. sz. főút, 119+778 km-szelvény, TrafficSpot-VÉDA
- Ságvár, 65. sz. főút, 75+726 km-szelvény, TrafficSpot-VÉDA

### Szabolcs-Szatmár-Bereg megye
- M3, jobb, 228+775 km-szelvény, TrafficSpot-VÉDA
- M3, bal, 228+801 km-szelvény, TrafficSpot-VÉDA
- Nyíregyháza, 4. sz. főút, 276+064 km-szelvény, TrafficSpot-VÉDA
- Nyíregyháza, 4. sz. főút, 276+149 km-szelvény, TrafficSpot-VÉDA
- Nyíregyháza, 41. sz. főút, 1+798 km-szelvény, TrafficSpot-VÉDA
- Mátészalka, 49. sz. főút, 16+736 km-szelvény, TrafficSpot-VÉDA

### Tolna megye
- Dombóvár, 611. sz. főút, 0+491 km-szelvény, TrafficSpot-VÉDA
- Bonyhád, 6. sz. főút, 157+383 km-szelvény, TrafficSpot-VÉDA
- Dunaföldvár, 6. sz. főút, 88+425 km-szelvény, TrafficSpot-VÉDA
- Szekszárd, 56. sz. főút, 7+926 km-szelvény, TrafficSpot-VÉDA
- Nagydorog, 63. sz. főút, 26+231 km-szelvény, TrafficSpot-VÉDA

### Vas megye
- Szombathely, 86. sz. főút, 75+880 km-szelvény, TrafficSpot-VÉDA
- Sárvár, 84. sz. főút, 65+100 km-szelvény, TrafficSpot-VÉDA
- Káld, 84. sz. főút, 49+922 km-szelvény, TrafficSpot-VÉDA
- Kám, 87. sz. főút, 0+686 km-szelvény, TrafficSpot-VÉDA
- Vasszécseny, 87. sz. főút, 14+039 km-szelvény, TrafficSpot-VÉDA

### Veszprém megye
- Nyárád, 834. sz. főút, 8+736 km-szelvény, TrafficSpot-VÉDA
- Balatonkenese, 71. sz. főút, 10+677 km-szelvény, TrafficSpot-VÉDA
- Balatonfüred, 71. sz. főút, 39+894 km-szelvény, TrafficSpot-VÉDA
- Nemesvita, 84. sz. főút, 4+128 km-szelvény, TrafficSpot-VÉDA
- Sümeg, 84. sz. főút, 22+354 km-szelvény, TrafficSpot-VÉDA
- Tótvázsony, 77. sz. főút, 10+819 km-szelvény, TrafficSpot-VÉDA
- Litér, 72. sz. főút, 4+255 km-szelvény, TrafficSpot-VÉDA
- Eplény, 82. sz. főút, 13+564 km-szelvény, TrafficSpot-VÉDA
- Pápa, 83. sz. főút, 19+656 km-szelvény, TrafficSpot-VÉDA
- Ajkarendek, 8. sz. főút, 81+369 km-szelvény, TrafficSpot-VÉDA

### Zala megye
- Lenti, 75. sz. főút, 64+604 km-szelvény, TrafficSpot-VÉDA
- Zalaapáti, 75. sz. főút, 10+369 km-szelvény, TrafficSpot-VÉDA
- Zalabaksa, 86. sz. főút, 13+955 km-szelvény, TrafficSpot-VÉDA
- Zalaegerszeg, 74. sz. főút, 52+192 km-szelvény, TrafficSpot-VÉDA
- Zalaszentbalázs, 74. sz. főút, 17+070 km-szelvény, TrafficSpot-VÉDA
- Vonyarcvashegy, 71. sz. főút, 97+340 km-szelvény, TrafficSpot-VÉDA
- Nagykanizsa, 61. sz. főút, 190+931 km-szelvény, TrafficSpot-VÉDA
- Zalasárszeg, 7. sz. főút, 199+739 km-szelvény, TrafficSpot-VÉDA

## Előrejelzésük
A fix telepítésű sebességmérőket GPS-be betáplált POI pontokkal is sikeresen előre lehet jelezni, de számos telefonos applikáció is készült már erre a célra. A legális radardetektor is csipog az ellenőrzőpont néhány tízméteres körzetében.

## Külső hivatkozások
- Fix telepítésű Komplex Közlekedési Ellenőrzési Pont bemutatása – YouTube-videó
- Több ezer autón nem fog az új szupertraffipax – Origo, 2016. április 4.
- Kiszámolták, hány méterről mér a szupertraffipax – Origo, 2016. június 7.
- A fix telepítésű kamerák helye térképen – Police.hu